# 17047 Tateschrock
A 17047 Tateschrock (ideiglenes jelöléssel (17047) 1999 FP33) a Naprendszer kisbolygóövében található aszteroida. A LINEAR projekt keretében fedezték fel 1999. március 19-én.